# Ниновичи
Ниновичи (укр. Ниновичі) — село в Сокальской городской общине Шептицкого района Львовской области Украины.
Население по переписи 2001 года составляло 112 человек. Занимает площадь 0,989 км². Почтовый индекс — 80013. Телефонный код — 3257.

## История
В 1993 г. селу возвращено историческое название.